# Correggio
Para el pintor italiano homónimo, véase Antonio Allegri da Correggio.
Correggio es un municipio de unos veinte mil habitantes de la provincia de Reggio Emilia en Italia. Es la segunda localidad más importante de la provincia después de su capital, de la que dista apenas 18 kilómetros. Se encuentra a 11 kilómetros de Carpi. 
Correggio fue ya un asentamiento romano y, posteriormente, longobardo; sin embargo, su momento de esplendor lo vivirá entre los siglos XV y XVII, en que se convierte en la capital de una pequeña pero próspera signoria, por la que habrían de pasar importantes literatos del Renacimiento, entre ellos Ludovico Ariosto y Torquato Tasso.
Testimonio de su glorioso pasado es el Palazzo dei principi, en corso Cavour, realizado a principios del siglo XVI a partir de un proyecto de Biagio Rossetti, siendo memorable el pórtico de mármol que sobresale de la fachada y el león marmóreo de época romana (recuperado durante una excavación en el siglo XVII). El palazzo alberga la Biblioteca Civica, los Archivi Correggesi y el Museo Civico, con obras de primer orden. Frente al palazzo se encuentra la fachada neoclásica del Teatro B. Asioli.
Siguiendo el corso Cavour se llega a la Basilica di San Quirino, del siglo XVI, proyectada, según algunos, por el arquitecto Jacopo Barozzi da Vignola. El campanario es del siglo XIV y es, en realidad, todo lo que se conserva de los antiguos muros medievales. Frente a la basílica se alza el Monumento a Correggio, esculpido por Vincenzo Vela y dedicado al gran pintor Antonio Allegri, conocido universalmente con el nombre de su ciudad de origen.
En la calle Borgo Vecchio es posible visitar la casa de Correggio, si bien se trata de una reconstrucción realizada en el siglo XVIII de la casa donde el pintor nació y murió. La lápida conmemorativa de su muerte se conserva, en cambio, en la elegante iglesia de San Francesco, en la calle Roma, erigida en 1470, notable también por los fragmentos que conserva de frescos del siglo XV.
Lugar de nacimiento del escritor Pier Vittorio Tondelli, y del músico Luciano Ligabue.
En 1629 el príncipe Siro da Correggio, enfrentado al emperador Fernando II de Habsburgo, fue desposeído de su principado (incluía además Campagnola Emilia, Fabbrico y Rio Saliceto), ocupado por tropas imperiales hasta que en 1641 fue comprado por el Ducado de Módena.  

## Demografía
| Gráfica de evolución demográfica de Correggio entre 1861 y 2001 |
|                                                                 |
| Fuente ISTAT - elaboración gráfica de Wikipedia                 |